# Delirium (Buch)
Delirium (auch als Amor-Deliria-Nervosa bekannt) ist der erste Band der Amor-Trilogie der US-amerikanischen Autorin Lauren Oliver. In Deutschland ist der Jugendroman 2011 im Carlsen-Verlag erschienen. 

## Gesellschaftliche Situation
Das Buch spielt in der nahen Zukunft, in der der Präsident der USA die Liebe als tödliche Krankheit charakterisiert hat. Allerdings wurde ein Eingriff entwickelt, mit dem man Deliria ab dem 18. Lebensjahr heilen kann. Dazu muss man sich zuerst bei einer Untersuchung anmelden, bei der man von Gutachtern bewertet wird, um nach der Heilung einen passenden Partner zu finden. Jeder Geheilte hat zur Erkennung eine dreieckige Narbe am Hals und kann ab diesem Zeitpunkt weder Liebe noch Schönheit empfinden, man ist sozusagen emotionslos. Nach dem Eingriff wird jedem/jeder Geheilten eine Auswahl potenzieller Partner zugeschickt, aus denen dann einer ausgesucht wird. Ähnlich wie bei Suzanne Collins’ Die Tribute von Panem, ist das Land in feste, gesicherte Gebiete eingeteilt, die mit einer elektronischen Grenze überwacht werden. Außerhalb dieser sicheren Gebiete gibt es auch noch freie Gebiete, in denen nur Ungeheilte und Sympathisanten nach ihren eigenen Regeln leben. Manchmal werden die Menschen auch erfolglos geheilt und können nach dem Eingriff immer noch Liebe empfinden. Diese Art wird Sympathisanten genannt und in der Regel werden sie immer bestraft, wenn sie identifiziert werden können. Um Deliria in der Jugend zu verhindern, werden Jungen und Mädchen bei allen Aktivitäten getrennt.

## Handlung
Magdalena Ella Haloway, genannt Lena, ist ein 17-jähriges Mädchen, das nach dem Tod der Mutter Annabel (einer Sympathisantin) und dem frühen Krebstod des Vaters, kurz nach ihrer Geburt, bei ihrer Tante in Portland, Maine aufgewachsen ist. Sie hat eine ältere Schwester Rachel, die bereits verheiratet ist, sowie zwei Großcousinen (die Töchter ihrer verstorbenen Cousine), die wie Lena im Haus der Tante beziehungsweise Großmutter aufwachsen. Ihre beste Freundin ist die gleichaltrige Hana, mit der sie schon seit der Schulzeit befreundet ist und mit dieser oft ihrem gemeinsamen Hobby, dem Langstreckenlaufen, nachgeht. 
Lena kann es kaum erwarten, geheilt zu werden, nachdem ihre Mutter vermeintlich Selbstmord als Folge der Erkrankung begangen hat. Oft quälen sie deshalb Träume, die sie durch die Heilung loswerden möchte. Durch einen Zufall lernt sie dann den scheinbar geheilten Alex kennen, für den sie schon bald mehr empfindet als nur Freundschaft. Allerdings weiß Lena, dass die Gefühle für ihn falsch sind und dass sie im Begriff ist, sich mit der Deliria anzustecken. Allerdings denkt sie, dass der Kontakt zu Alex nicht schädlich sein kann, da ja dieser geheilt ist, aus diesem Grund stellt auch der Kontakt zwischen den beiden keine Straftat da. Bei ihrem ersten nicht zufälligen Treffen am Strand von Back Cove beichtet Alex, dass seine Narbe absichtlich zugeführt wurde, er aus der Wildnis stamme und nicht "geheilt" sei. Trotz Lenas anfänglicher Angst ob dieser Enthüllung lässt sie sich bei einem weiteren zufälligem Treffen weiter auf ihn ein.
Aus Angst, sie könnte, wie ihre Schwester vor ihr, erwischt werden, treffen sich Alex und Lena bald im Geheimen in einen alten, verlassenen Anwesen, das im Stile der Kolonialzeit errichtet wurde und von keinem mehr beachtet wird, um zusammen zu sein. Alex erzählt Lena, dass er die Wahrheit über ihre Familie kennt. Die beiden beschließen, nachts über die Grenze zu fliehen und in den freien Teilen außerhalb von Portland gemeinsam ein neues Leben zu beginnen.
Sie beginnen, Vorräte anzusammeln, um in der Wildnis überleben zu können, bis sie schließlich aufbrechen, um zu fliehen. Als sie die Grenze fast erreicht haben, können die Beamten der Grenzpatrouille, die die Fliehenden schon seit Lenas Wohnhaus verfolgen, sie einholen und beschießen die beiden, woraufhin Alex getroffen wird. Mit der Anweisung an Lena, wegzulaufen, endet das Buch.

## Auszeichnungen
- Buxtehuder Bulle 2012